# Eom Jin-han
Eom Jin-han (kor. 엄진한; ur. 9 kwietnia 1964 w Seulu) – południowokoreański zapaśnik w stylu klasycznym. Trzykrotny olimpijczyk. Odpadł w eliminacjach w Seulu 1988, jedenasty w Barcelonie 1992 i dwudziesty w Atlancie 1996. Startował w kategorii 90 kg.
Trzykrotny uczestnik mistrzostw świata, czwarty w 1989 i 1990. Złoto na igrzyskach azjatyckich w 1990 i 1994. Zdobył pięć medali mistrzostw Azji, złoto w 1991. Czwarty w Pucharze Świata w 1991 roku.